# Let's Go RiderKick 2011
「Let's Go RiderKick 2011」（レッツゴーライダーキック ツーサウザンドイレブン）は、仮面ライダーGIRLSの1枚目のシングル。2011年4月20日にavex entertainmentから発売された。

## 概要
仮面ライダーシリーズ40周年を記念して結成されたアイドルグループ「仮面ライダーGIRLS」のデビューシングル。
表題曲「Let's Go RiderKick 2011」は、テレビドラマ『仮面ライダー』の主題歌「レッツゴー!! ライダーキック」のリメイク曲であり、映画『オーズ・電王・オールライダー レッツゴー仮面ライダー』の主題歌となっている。カップリング曲「恋のライダーキック」「♡の変身ベルト」は、2010年12月にウェブ上で先行配信されており、本CDが物理媒体初収録となる。
CD+DVDとCD単体の2形態で販売されている。DVDには、仮面ライダーGIRLSの他、仮面ライダー1号、仮面ライダー電王、仮面ライダーオーズ、ショッカー戦闘員が登場するプロモーション・ビデオが収録されている。

## 収録内容
CD
1. Let's Go RiderKick 2011 [3:55]
作詞：石ノ森章太郎、作曲：菊池俊輔、編曲：鳴瀬シュウヘイ、ギター：AYANO、コーラス：Mr.Rah-D & DJ HURRY KENN
  - 東映配給映画『オーズ・電王・オールライダー レッツゴー仮面ライダー』主題歌
2. 恋のライダーキック [4:57]
作詞：藤林聖子、作曲・編曲：鳴瀬シュウヘイ
3. ♡（ハート）の変身ベルト [3:40]
作詞：藤林聖子、作曲・編曲：Ryo
4. Let's Go RiderKick 2011 (instrumental)
5. 恋のライダーキック (instrumental)
6. ♡（ハート）の変身ベルト (instrumental)

DVD（DVD盤のみ）
1. Let's Go RiderKick 2011 [4:47]